# Grottes du Chaffaud
Les Grottes du Chaffaud sont un site préhistorique situé à Savigné, dans la Vienne, en Nouvelle-Aquitaine. Elles s'ouvrent dans une falaise calcaire, sur la rive nord de la Charente.

## Histoire
Les grottes du Chaffaud ont été fouillées, dans les années 1840, par André Brouillet, notaire à Charroux (Vienne). Il y a trouvé le premier os gravé reconnu comme étant l’œuvre de « l'Homme antédiluvien ». Il s'agit des « Biches du Chaffaud », actuellement conservées au musée d'Archéologie nationale, à Saint-Germain-en-Laye. Prosper Mérimée authentifie le site et en fait le premier relevé en 1853.
Pierre Amédée Brouillet reprend en 1864 les fouilles de son père, en collaboration avec A. Meillet. Ils publient leurs recherches en 1865 dans « Les Époques antédiluvienne et celtique du Poitou ». Meillet est cependant reconnu comme étant l'auteur de grossières fausses gravures, qui ont été heureusement très vite démasquées.
En 1865, Gaillard de la Dionnerie, procureur à Civray, vide presque entièrement la grotte principale, et décrit ses observations à Édouard Lartet, l'un des premiers préhistoriens français. Après sa mort, le produit de ses fouilles est acquis par la Société des Antiquaires de l'Ouest.
En 1919, Gustave Chauvet publie une synthèse sur les recherches au Chaffaud. En 1929, Marcel Coquillaud (alors professeur au lycée de Civray, et qui deviendra député de la Vienne en 1936) entreprend des fouilles dans une autre grotte voisine, et y fait, entre autres, la découverte d'une gravure de bouquetin.
En 1985, Jean Airvaux, préhistorien du Service régional de l'archéologie, fouille un lambeau de brèche et reconstitue la stratigraphie des dépôts archéologiques. Il détermine que la première occupation humaine du site appartient au Magdalénien moyen, et la dernière occupation paléolithique au Magdalénien final, tout en soupçonnant la présence d'Azilien en fin de séquence. Il publie ses travaux en 2002.
La dernière découverte, en 2009, est due à Jean-Michel Leuvrey, préhistorien. Il s'agit d'un bloc de stalagmite supportant de nombreuses gravures d'animaux, dont une scène représentant une jument et son poulain,.